# Tex Williams
Tex Williams (* 23. August 1917 in Ramsey, Illinois als Sollie Paul Williams; † 11. Oktober 1985 in Newhall, Kalifornien) war ein US-amerikanischer Country-Sänger und Band-Leader.

## Anfänge
Der aus dem nördlichen Bundesstaat Illinois stammende Williams zog 1942 nach Los Angeles, wo er als Vokalist zunächst unter dem Namen Jack Williams in die Western Swing Big Band von Spade Cooley eintrat. Dank seiner angenehmen, warmen Stimme stieg er bald zum Lead-Sänger auf. Seinen Vornamen änderte er in Tex.
Der tyrannische und unbeherrschte Cooley warf Tex Williams nach Streitigkeiten im Juni 1946 aus seinem Orchester. Mehrere Band-Mitglieder folgten, und so war Williams noch im gleichen Jahr in der Lage, eine eigene Bigband zu formen, die Texas Caravan.

## Karriere
Nach zwei nur mäßig erfolgreichen Singles wurde 1947 mit Smoke, Smoke, Smoke (That Cigarette) der Durchbruch erreicht. Die Platte verkaufte sich mehr als zwei Millionen Mal und erreichte sowohl in den Country- als auch in den Pop-Charts Platz eins. In dem von Merle Travis komponierten Song wird auf humorvolle Weise über nikotinabhängige Zeitgenossen gelästert. Der hier von Williams eingesetzte Sprechgesang, „Talking Blues“ genannt, wurde zu einem Markenzeichen der Texas Caravan Bigband.
Tex Williams And His Western Caravan wurden fast über Nacht zu Stars. Es folgten weitere Singles, die jedoch nicht an den Erfolg von Smoke, Smoke, Smoke anknüpfen konnten. In mehreren Tourneen wurden die gesamten Vereinigten Saaten bereist. Die Plattenverkäufe ließen bald nach, und man musste das Label wechseln. 1957 löste sich die Bigband auf, und Williams machte bis in die 1970er-Jahre alleine weiter.
Tex Williams starb am 11. Oktober 1985 an Bauchspeicheldrüsenkrebs im Alter von 68 Jahren und 49 Tagen.

## Diskografie (Alben)
- 1955 – Dance-O-Rama #5
- 1960 – Smoke! Smoke! Smoke!
- 1962 – Country Music Time
- 1963 – Tex Williams In Las Vegas
- 1966 – The Voice Of Authority
- 1971 – A Man Called Tex
- 1974 – Those Lazy Hazy Days